# Акниет (Жетысайский район)
Акниет (каз. Ақниет, до 2001 г. — Фрунзе) — село в Жетысайском районе Туркестанской области Казахстана. Входит в состав Ынтымакского сельского округа. Код КАТО — 514487800.

## Население
В 1999 году население села составляло 678 человек (320 мужчин и 358 женщин). По данным переписи 2009 года, в селе проживало 1439 человек (712 мужчин и 727 женщин).